# 山口真紀
山口 真紀（やまぐち まき、1978年1月2日 - ）は、山口県出身の会社員。血液型B型。

## 来歴
山口県生まれ。山口県立防府高等学校から九州大学工学部卒業。2000年ファイザー広島事業所に営業職MRで入社、2004年結婚後は上京し、同社広報担当。2011年明治大学大学院グローバル・ビジネス研究科（夜間）修了。2016年ミセスクイーンコンテストからミセスワールド日本代表となるが、韓国開催の大会（30人規模）参加費や渡航費用等は全て自己負担し、ティアラもないため製作費をクラウドファウンディングで資金調達した。2021年全米ヨガアライアンス民間資格取得、山野美容芸術短期大学非常勤講師。